# Wenjing Lu
Wenjing Lu (chiń. 文井路站) – stacja metra w Szanghaju, na linii 5. Znajduje się pomiędzy stacjami Huaning Lu i Minhang Kaifaqu. Została otwarta 25 listopada 2003.